# 臺中縣 (日治時期)
臺中縣（ Taichū ken）是臺灣日治初期的一個縣級行政區劃，其源頭可追溯到清治末期的臺灣府，臺灣府在日治初期先後改制為臺灣縣、臺灣民政支部，最後在1896年5月20日改稱「臺中縣」。轄區範圍涵蓋中臺灣，約當今之苗栗縣、臺中市、彰化縣、南投縣及雲林縣:165。
1901年11月11日，全臺改為20廳，原臺中縣轄區分成臺中廳、苗栗廳、南投廳、彰化廳、斗六廳:52:227。

## 沿革

### 臺灣縣與臺灣民政支部時期
臺灣總督府於1895年6月17日在臺北城舉行「始政式」後，在明治廿八年（1895年）6月28日依據〈臺灣總督府暫行條例（臺灣總督府假條例）〉第23條的規定，以〈臺灣島地方暫行官制制定之件（臺灣島地方官假官制制定ノ件）〉、〈地方官暫行官制制定（地方官假官制制定）〉等公文劃設地方行政區，最後制定出〈地方官暫行官制（地方官假官制）〉，是以清治時期的「三府一直隸州」為基礎，將臺灣劃分「三縣一廳」:156、158。清治的臺灣府便被改為「臺灣縣」，底下設有彰化支廳、埔里支廳、雲林支廳、嘉義支廳:156、158。縣知事為海軍少將兒玉利國:47。但因為當時臺灣中南部仍在進行抗日行動，所以此規劃有名無實:158。
由於抗日勢力難以在短時間內平定，於是決定改行軍政，之後基於〈民政支部及出張所規程〉，於8月25日將臺灣縣裁撤，改為「臺灣民政支部」:158:48。而在此一時期，日軍的攻勢已從北部到了中部一帶，在8月28日時已攻佔彰化:41。而攻打嘉義城則是10月9日的事:42。
最初臺灣民政支部底下設有嘉義、彰化、雲林、苗栗、埔里社五個出張所:158:48。至於支部廳舍的位置，兒玉利國請通譯吉野利喜馬作評估，之後選出了鹿港街、崁仔腳（在烏日與大肚之間）、東大墩街（原臺灣省城，清末為臺灣府城兼臺灣縣城）三個地點，其中吉野利喜馬所推薦的是東大墩街:44。然而他的建議不為其他人所認同，書記官龍岡信熊、警部長有川貞壽等人認為彰化是更為理想的地點:44。1895年9月10日，兒玉利國向民政局長水野遵發出電報，表示「臺灣」（指今臺中市中區一帶）將來或許有發展可能，但在當下該處並不便利，所以希望暫將支部廳舍設在距離不遠的彰化:44。之後此事得到總督同意，支部廳舍遂設在彰化城內:48:161。
之後在11月6日，以「訓令第20號」裁撤彰化出張所，改設鹿港出張所:48:161。11月13日，以「訓令第22號」將嘉義出張所改劃為臺南民政支部管轄:48:161。而後在12月5日，經臺灣總督裁定接納吉野利喜馬的建議，將臺灣民政支部的辦公處遷往東大墩街，並暫時以小北門外的考棚為臨時廳舍，同日揭牌:44。
臺灣民政支部詳細的行政區劃如下:161、162
| 出張所     | 辦公處         | 所轄各堡 | 備註                                                         |
| ---------- | -------------- | --- | ------------------------------------------------------------ |
| 直轄       | 彰化城、臺灣城 | 藍興堡、貓羅堡（北部）、捒東上堡、捒東下堡、大肚上堡、大肚中堡、大肚下堡、南投堡、北投堡、沙連下堡（部分）                                                       | 對應清代臺灣縣。                                             |
| 苗栗出張所 | 苗栗           | 苗栗一堡、苗栗二堡、苗栗三堡 | 對應清代苗栗縣。                                             |
| 鹿港出張所 | 鹿港街         | 線東堡、線西堡、貓羅堡（南部）、馬芝堡、二林上堡、二林下堡、燕霧上堡、燕霧下堡、武東堡、武西堡、東螺東堡、東螺西堡、深耕堡                                       | 對應清代彰化縣。原為「彰化出張所」，當時辦公處設在彰化城內。 |
| 埔里社出張所 | 埔社           | 埔社堡、北港溪堡、五城堡、集集堡、沙連下堡（隘藔庄） | 對應清代埔裏社廳。                                           |
| 雲林出張所 | 斗六           | 斗六堡、大槺榔東堡、蔦松北堡、尖山堡、海豐堡、他里霧堡、西螺堡、白沙墩堡、大坵田東堡、溪洲堡、沙連堡、鯉魚頭堡、打貓東堡、打貓西堡、打貓北堡、布嶼東堡、布嶼西堡 | 對應清代雲林縣。                                             |

### 臺中縣時期

#### 設縣（三縣一廳）
明治廿九年（1896年）4月1日恢復民政，並正式施行3月31日公布的多項勅令:164。其中的〈臺灣總督府地方官官制〉（勅令第91號）將全臺恢復「三縣一廳」的規劃，但臺灣縣改為臺中縣，為「臺中縣」之名的正式出現:164。之後臺灣總督府也以府令第1號（1896年4月28日）公布縣、島廳及支廳的名稱位置，以府令第3號（1896年5月20日）公布管轄區:164、166。
最初臺中縣底下設有苗栗、鹿港、雲林、埔里社四個支廳，但其中的鹿港支廳在1896年9月14日以「府令第35號」改為彰化支廳，辦公處也移往彰化。當時的臺中縣行政區劃如下:164：
| 支廳     | 辦公處 | 所轄區域         | 備註                                                               |
| -------- | ------ | ---------------- | ------------------------------------------------------------------ |
| 直轄     | 臺灣   | 清臺灣府臺灣縣   |                                                                    |
| 苗栗支廳 | 苗栗   | 清臺灣府苗栗縣   | 支廳廳舍原設在苗栗縣衙，7月17日遷往新建廳舍。                      |
| 彰化支廳 | 彰化   | 清臺灣府彰化縣   | 原為「鹿港支廳」，當時辦公處設在鹿港。                             |
| 埔社支廳 | 埔社   | 清臺灣府埔裏社廳 |                                                                    |
| 雲林支廳 | 斗六   | 清臺灣府雲林縣   | 因為雲林地方抗日活動盛行，暫時在臺中縣廳舍設立雲林支廳臨時辦公處。 |

#### 分割（六縣三廳）
臺灣總督府在明治三十年（1897年）5月27日以勅令第152號公布新的〈臺灣總督府地方官官制〉，將三縣一廳改為「六縣三廳」，同時廢除支廳，改在縣、廳之下設「辨務署」:167:49。臺灣總督府則於同年（1897年）6月10日發布「府令第20號」公告各縣廳位置與管轄區域，並以「府令第21號」公布辨務署名稱位置和管轄區域:167:49。在此次變動中，臺中縣的轄區只剩下原本的直轄區、彰化支廳、埔里社支廳，下設15個辨務署:172:49。此時的行政區劃如下:172-174：
| 辨務署名稱   | 位置               | 原本區劃   | 開設日期      | 轄區                         |
| ------------ | ------------------ | ---------- | ------------- | ---------------------------- |
| 臺中辨務署   | 藍興堡臺中城內     | 直轄       | 1897年9月15日 | 貓羅堡、藍興堡               |
| 葫蘆墩辨務署 | 葫蘆墩街           | 直轄       | 1897年9月15日 | 捒東上堡                     |
| 犁頭店辨務署 | 犁頭店街           | 直轄       | 1897年9月15日 | 捒東下堡                     |
| 牛馬頭辨務署 | 牛馬頭街           | 直轄       | 1897年9月15日 | 大肚上堡                     |
| 大肚辨務署   | 大肚中堡大肚街     | 直轄       | 1897年9月15日 | 大肚中堡、大肚下堡           |
| 南投辨務署   | 南投堡南投街       | 直轄       | 1897年9月15日 | 南投堡、北投堡               |
| 彰化辨務署   | 彰化城內           | 彰化支廳   | 1897年7月1日  | 線東堡                       |
| 和美線辨務署 | 和美線街           | 彰化支廳   | 1897年9月15日 | 線西堡                       |
| 鹿港辨務署   | 馬芝堡鹿港街       | 彰化支廳   | 1897年9月15日 | 馬芝堡、二林上堡             |
| 二林辨務署   | 二林下堡二林街     | 彰化支廳   | 1897年9月15日 | 二林下堡、深耕堡             |
| 北斗辨務署   | 東螺西堡北斗街     | 彰化支廳   | 1897年9月15日 | 東螺西堡、東螺東堡、沙連下堡 |
| 社頭辨務署   | 武東堡社頭街       | 彰化支廳   | 1897年9月15日 | 武西堡、武東堡               |
| 員林辨務署   | 燕霧下堡員林街     | 彰化支廳   | 1897年9月15日 | 燕霧上堡、燕霧下堡           |
| 埔里社辨務署 | 埔里社堡埔里社城內 | 埔里社支廳 | 1897年7月1日  | 埔里社堡、五城堡、北港溪堡   |
| 集集辨務署   | 集集街             | 埔里社支廳 | 1897年9月15日 | 集集堡                       |

#### 再次整併（三縣三廳）
明治卅一（1898年）6月20日，全臺六縣三廳整併回「三縣三廳」，臺中縣轄區恢復原有範圍:208。在同年7月8日公告設立12個辨務署:212，此時的行政區劃如下:212-215：
| 辨務署名稱   | 位置               | 轄區             | 轄區         | 轄區       | 支署                                                                                   | 原本區劃                                                   |
| 辨務署名稱   | 位置               | 堡名             | 所屬街庄社數 | 街庄社長數 | 支署                                                                                   | 原本區劃                                                   |
| ------------ | ------------------ | ---------------- | ------------ | ---------- | -------------------------------------------------------------------------------------- | ---------------------------------------------------------- |
| 臺中辨務署   | 藍興堡臺中城       | 藍興堡           | 33           | 8          | 葫蘆墩支署（捒東上堡葫蘆墩街） 犁頭店支署（捒東下堡犁頭店街） 社口支署（貓羅堡社口街） | 臺中辨務所、葫蘆墩辨務署、犁頭店辨務署、大肚辨務署（部分） |
| 臺中辨務署   | 藍興堡臺中城       | 貓羅堡           | 66           | 14         | 葫蘆墩支署（捒東上堡葫蘆墩街） 犁頭店支署（捒東下堡犁頭店街） 社口支署（貓羅堡社口街） | 臺中辨務所、葫蘆墩辨務署、犁頭店辨務署、大肚辨務署（部分） |
| 臺中辨務署   | 藍興堡臺中城       | 捒東上堡         | 101          | 13         | 葫蘆墩支署（捒東上堡葫蘆墩街） 犁頭店支署（捒東下堡犁頭店街） 社口支署（貓羅堡社口街） | 臺中辨務所、葫蘆墩辨務署、犁頭店辨務署、大肚辨務署（部分） |
| 臺中辨務署   | 藍興堡臺中城       | 捒東下堡         |              | 15         | 葫蘆墩支署（捒東上堡葫蘆墩街） 犁頭店支署（捒東下堡犁頭店街） 社口支署（貓羅堡社口街） | 臺中辨務所、葫蘆墩辨務署、犁頭店辨務署、大肚辨務署（部分） |
| 臺中辨務署   | 藍興堡臺中城       | 大肚下堡（部分） | 6            | 6          | 葫蘆墩支署（捒東上堡葫蘆墩街） 犁頭店支署（捒東下堡犁頭店街） 社口支署（貓羅堡社口街） | 臺中辨務所、葫蘆墩辨務署、犁頭店辨務署、大肚辨務署（部分） |
| 梧棲港辨務署 | 大肚中堡梧棲港街   | 大肚上堡         | 57           | 10         | 大肚支署（大肚中堡大肚街） 牛馬頭支署（大肚上堡牛馬頭街）                              | 大肚辨務署（部分）、牛馬頭辨務署                           |
| 梧棲港辨務署 | 大肚中堡梧棲港街   | 大肚中堡         | 50           | 8          | 大肚支署（大肚中堡大肚街） 牛馬頭支署（大肚上堡牛馬頭街）                              | 大肚辨務署（部分）、牛馬頭辨務署                           |
| 梧棲港辨務署 | 大肚中堡梧棲港街   | 大肚下堡（部分） | 35           | 6          | 大肚支署（大肚中堡大肚街） 牛馬頭支署（大肚上堡牛馬頭街）                              | 大肚辨務署（部分）、牛馬頭辨務署                           |
| 南投辨務署   | 南投堡南投街       | 南投堡           | 99           | 8          | 草鞋墩支署（北投堡草鞋墩街）                                                           | 南投辨務署、北斗辨務署（部分）、集集辨務署                 |
| 南投辨務署   | 南投堡南投街       | 北投堡           | 53           | 6          | 草鞋墩支署（北投堡草鞋墩街）                                                           | 南投辨務署、北斗辨務署（部分）、集集辨務署                 |
| 南投辨務署   | 南投堡南投街       | 沙連下堡         | 11           | 1          | 草鞋墩支署（北投堡草鞋墩街）                                                           | 南投辨務署、北斗辨務署（部分）、集集辨務署                 |
| 南投辨務署   | 南投堡南投街       | 集集堡           | 23           | 12         | 草鞋墩支署（北投堡草鞋墩街）                                                           | 南投辨務署、北斗辨務署（部分）、集集辨務署                 |
| 彰化辨務署   | 線東堡彰化城       | 線東堡           | 66           | 9          | 和美線支署（線西堡和美線街）                                                           | 彰化辨務署、和美線辨務署                                   |
| 彰化辨務署   | 線東堡彰化城       | 線西堡           | 69           | 7          | 和美線支署（線西堡和美線街）                                                           | 彰化辨務署、和美線辨務署                                   |
| 鹿港辨務署   | 馬芝堡鹿港街       | 馬芝堡           |              |            | 未設                                                                                   | 鹿港辨務署                                                 |
| 鹿港辨務署   | 馬芝堡鹿港街       | 二林上堡         |              |            | 未設                                                                                   | 鹿港辨務署                                                 |
| 北斗辨務署   | 東螺東堡北斗街     | 東螺東堡         | 54           | 6          | 沙仔崙支署（東螺東堡沙仔崙） 二林支署（二林下堡二林街） 番挖支署（深耕堡番挖街）       | 北斗辨務署（部分）、二林辨務署                             |
| 北斗辨務署   | 東螺東堡北斗街     | 東螺西堡         | 43           | 9          | 沙仔崙支署（東螺東堡沙仔崙） 二林支署（二林下堡二林街） 番挖支署（深耕堡番挖街）       | 北斗辨務署（部分）、二林辨務署                             |
| 北斗辨務署   | 東螺東堡北斗街     | 二林下堡         | 39           | 6          | 沙仔崙支署（東螺東堡沙仔崙） 二林支署（二林下堡二林街） 番挖支署（深耕堡番挖街）       | 北斗辨務署（部分）、二林辨務署                             |
| 北斗辨務署   | 東螺東堡北斗街     | 深耕堡           | 75           | 11         | 沙仔崙支署（東螺東堡沙仔崙） 二林支署（二林下堡二林街） 番挖支署（深耕堡番挖街）       | 北斗辨務署（部分）、二林辨務署                             |
| 員林辨務署   | 燕霧下堡員林街     | 武東堡           | 75           | 10         | 永靖支署（武西堡永靖街） 社頭支署（武東堡社頭街）                                      | 員林辨務署、社頭辨務署                                     |
| 員林辨務署   | 燕霧下堡員林街     | 武西堡           | 50           | 9          | 永靖支署（武西堡永靖街） 社頭支署（武東堡社頭街）                                      | 員林辨務署、社頭辨務署                                     |
| 員林辨務署   | 燕霧下堡員林街     | 燕霧上堡         | 25           | 4          | 永靖支署（武西堡永靖街） 社頭支署（武東堡社頭街）                                      | 員林辨務署、社頭辨務署                                     |
| 員林辨務署   | 燕霧下堡員林街     | 燕霧下堡         | 27           | 5          | 永靖支署（武西堡永靖街） 社頭支署（武東堡社頭街）                                      | 員林辨務署、社頭辨務署                                     |
| 埔社辨務署   | 埔社堡埔社         | 埔社堡           | 57           | 9          | 未設                                                                                   | 埔社辨務署                                                 |
| 埔社辨務署   | 埔社堡埔社         | 五城堡           | 38           | 4          | 未設                                                                                   | 埔社辨務署                                                 |
| 埔社辨務署   | 埔社堡埔社         | 北港溪堡         | 5            | 1          | 未設                                                                                   | 埔社辨務署                                                 |
| 斗六辨務署   | 斗六堡斗六街       | 斗六堡           | 76           | 6          | 他里霧支署（他里霧堡他里霧街） 樹仔腳支署（溪洲堡樹仔腳庄）                            | 嘉義縣斗六辨務署、梅仔坑辨務署（部分）、林圯埔辨務署       |
| 斗六辨務署   | 斗六堡斗六街       | 他里霧堡         | 71           | 6          | 他里霧支署（他里霧堡他里霧街） 樹仔腳支署（溪洲堡樹仔腳庄）                            | 嘉義縣斗六辨務署、梅仔坑辨務署（部分）、林圯埔辨務署       |
| 斗六辨務署   | 斗六堡斗六街       | 溪洲堡           | 47           | 2          | 他里霧支署（他里霧堡他里霧街） 樹仔腳支署（溪洲堡樹仔腳庄）                            | 嘉義縣斗六辨務署、梅仔坑辨務署（部分）、林圯埔辨務署       |
| 斗六辨務署   | 斗六堡斗六街       | 沙連堡           | 44           | 8          | 他里霧支署（他里霧堡他里霧街） 樹仔腳支署（溪洲堡樹仔腳庄）                            | 嘉義縣斗六辨務署、梅仔坑辨務署（部分）、林圯埔辨務署       |
| 斗六辨務署   | 斗六堡斗六街       | 鯉魚頭堡         | 11           | 3          | 他里霧支署（他里霧堡他里霧街） 樹仔腳支署（溪洲堡樹仔腳庄）                            | 嘉義縣斗六辨務署、梅仔坑辨務署（部分）、林圯埔辨務署       |
| 斗六辨務署   | 斗六堡斗六街       | 打貓東頂堡       | 38           | 1          | 他里霧支署（他里霧堡他里霧街） 樹仔腳支署（溪洲堡樹仔腳庄）                            | 嘉義縣斗六辨務署、梅仔坑辨務署（部分）、林圯埔辨務署       |
| 北港辨務署   | 大槺榔東頂堡北港街 | 大坵田堡         | 60           | 4          | 土庫支署（大坵田堡土庫街） 麥藔支署（海豐堡麥藔街） 牛挑灣支署（尖山堡牛挑灣庄）       | 嘉義縣北港辨務署、土庫辨務署、西螺辨務署                   |
| 北港辨務署   | 大槺榔東頂堡北港街 | 西螺堡           | 58           | 5          | 土庫支署（大坵田堡土庫街） 麥藔支署（海豐堡麥藔街） 牛挑灣支署（尖山堡牛挑灣庄）       | 嘉義縣北港辨務署、土庫辨務署、西螺辨務署                   |
| 北港辨務署   | 大槺榔東頂堡北港街 | 布嶼堡           | 112          | 5          | 土庫支署（大坵田堡土庫街） 麥藔支署（海豐堡麥藔街） 牛挑灣支署（尖山堡牛挑灣庄）       | 嘉義縣北港辨務署、土庫辨務署、西螺辨務署                   |
| 北港辨務署   | 大槺榔東頂堡北港街 | 海豐堡           | 74           | 6          | 土庫支署（大坵田堡土庫街） 麥藔支署（海豐堡麥藔街） 牛挑灣支署（尖山堡牛挑灣庄）       | 嘉義縣北港辨務署、土庫辨務署、西螺辨務署                   |
| 北港辨務署   | 大槺榔東頂堡北港街 | 尖山堡           | 64           | 6          | 土庫支署（大坵田堡土庫街） 麥藔支署（海豐堡麥藔街） 牛挑灣支署（尖山堡牛挑灣庄）       | 嘉義縣北港辨務署、土庫辨務署、西螺辨務署                   |
| 北港辨務署   | 大槺榔東頂堡北港街 | 蔦松堡           | 15           | 1          | 土庫支署（大坵田堡土庫街） 麥藔支署（海豐堡麥藔街） 牛挑灣支署（尖山堡牛挑灣庄）       | 嘉義縣北港辨務署、土庫辨務署、西螺辨務署                   |
| 北港辨務署   | 大槺榔東頂堡北港街 | 大槺榔東頂堡     | 28           | 5          | 土庫支署（大坵田堡土庫街） 麥藔支署（海豐堡麥藔街） 牛挑灣支署（尖山堡牛挑灣庄）       | 嘉義縣北港辨務署、土庫辨務署、西螺辨務署                   |
| 北港辨務署   | 大槺榔東頂堡北港街 | 白沙墩堡         | 32           | 3          | 土庫支署（大坵田堡土庫街） 麥藔支署（海豐堡麥藔街） 牛挑灣支署（尖山堡牛挑灣庄）       | 嘉義縣北港辨務署、土庫辨務署、西螺辨務署                   |
| 北港辨務署   | 大槺榔東頂堡北港街 | 打貓北堡         | 21           | 2          | 土庫支署（大坵田堡土庫街） 麥藔支署（海豐堡麥藔街） 牛挑灣支署（尖山堡牛挑灣庄）       | 嘉義縣北港辨務署、土庫辨務署、西螺辨務署                   |
| 大甲辨務署   | 苗栗三堡大甲街     | 苗栗二堡         | 51           | 9          | 通霄支署（苗栗二堡通霄街） 苑里支署（苗栗二堡苑里街）                                  | 新竹縣大甲辨務署、苑里辨務署                               |
| 大甲辨務署   | 苗栗三堡大甲街     | 苗栗三堡         | 98           | 13         | 通霄支署（苗栗二堡通霄街） 苑里支署（苗栗二堡苑里街）                                  | 新竹縣大甲辨務署、苑里辨務署                               |
| 苗栗辨務署   | 苗栗一堡苗栗街     | 苗栗一堡         | 99           | 14         | 後壠支署（苗栗一堡後壠街） 大湖支署（苗栗一堡大湖街）                                  | 新竹縣苗栗辨務署                                           |

然而到了該年（1898年）7月21日，除了葫蘆墩、大湖以及後來新設的東勢角、林圯埔支署外，臺中縣境內的各支署都予以裁撤:215。之後葫蘆墩支署也在同年（1898年）10月18日裁撤:215。
1899年1月26日，修正南投、鹿港、員林、北斗、埔里社、北港、苗栗辨務署的街庄社長管轄區˙；3月11日，修正斗六、臺中、梧棲港、彰化、大甲辨務署的街庄社長管轄區。3月30日，臺中辨務署管轄的貓羅堡田中央庄、快官庄、竹巷庄、風吹厝庄、番仔田庄改隸彰化辨務署，北港辨務署管轄的西螺堡、打貓北堡改隸斗六辨務署，斗六辨務署增設新社區、西螺區、莿桐巷區、大埤頭區；9月12日，梧棲港辨務署改為「臺中辨務署牛罵頭支署」，鹿港辨務署改為「彰化辨務署鹿港支署」，原員林辨務署管轄的武西堡、武東堡的社頭區、卓乃潭區改為「北斗辨務署員林支署」，燕霧上堡併入彰化辨務署，武東堡的埤仔藔區併入南投辨務署，埔里社辨務署改為「南投辨務署埔里社支署」，大甲辨務署改為「苗栗辨務署大甲支署」，臺中辨務署管轄的罩蘭區併入苗栗辨務署，此時臺中縣設有7個辨務署；10月27日，南投辨務署北港溪區的龜仔頭庄、乾坑庄改隸土城區。1899年10月26日，臺中縣的辨務署再次調整如下：
- 臺中辨務署
  - 牛罵頭支署：管轄大肚上堡、大肚中堡
  - 塗葛窟支署：管轄部分大肚下堡
  - 東勢角支署：管轄部分棟東上堡、蕃地
- 彰化辨務署
  - 鹿港支署：管轄部分馬芝堡
  - 溪湖支署：管轄二林上堡、部分馬芝堡
- 北斗辨務署
  - 二林支署：管轄二林下堡、深耕堡
  - 員林支署：管轄燕霧下堡、部分武西堡、部分武東堡
- 南投辨務署
  - 草鞋墩支署：管轄北投堡、北港溪堡的龜仔頭庄、乾溝庄
  - 埔里社支署：管轄埔里社堡、五城堡、北港溪堡其他地區、蕃地
  - 集集支署：集集堡
- 斗六辨務署
  - 林圯埔支署：管轄沙連堡、鯉魚頭堡、蕃地
  - 西螺支署：管轄西螺堡
- 北港辨務署
  - 土庫支署：管轄大坵田堡、部分白沙墩堡、部分布嶼堡
- 苗栗辨務署
  - 大甲支署：管轄苗栗三堡（鯉魚潭庄、內城庄、南片山腳庄、北片山腳庄、外口庄以外地區）
  - 通宵支署：管轄苗栗二堡
  - 大湖支署：管轄部分苗栗一堡、部分棟東上堡、蕃地

1900年5月1日，臺中辨務署修正其街庄社長管轄區；5月7日，增設「北港辨務署崙背支署」，並將土庫支署管轄的亢長庄、亢長藔庄、三房藔庄、蔥仔藔庄、水磨庄、瓦磘庄、潭內庄、令和庄改隸北港辨務署直轄。1901年4月8日，臺中辨務署增設「葫蘆墩、社口支署」，北斗辨務署增設「番挖、田中央支署」，斗六辨務署增設「他里霧、崁頭厝支署」，北港辨務署增設「下湖口支署」，苗栗辨務署增設「後壠、三叉河支署」。此時，臺中縣設有7個辨務署、26個辨務支署。

### 二十廳時期
明治卅四年（1901年）11月9日制定、11月11日公布的「勅令第202號」〈臺灣總督府地方官官制〉，將原有的三縣三廳改制為「二十廳」:227。臺灣總督府隨之在11月11日以「府令第66號」公布廳的位置與管轄區域:227。在這次改制之中，臺中縣裁撤，其轄區拆分為苗栗廳、臺中廳、彰化廳、南投廳及斗六廳5個廳:227、228。

## 歷任首長

### 臺中縣知事
| 任次 | 肖像 | 姓名 (生–卒)           | 在任時間      | 在任時間       | 備註 |
| ---- | ---- | ---------------------- | ------------- | -------------- | ---- |
| 1    |      | 牧朴真 (1854–1934)     | 1896年4月1日  | 1896年6月13日  |      |
| 代理 |      | 後藤松吉郎 (1849–1939) | 1896年6月13日 | 1896年8月12日  |      |
| 2    |      | 村上義雄 (1845–1919)   | 1896年8月12日 | 1898年5月3日   |      |
| 3    |      | 木下周一 (1851–1907)   | 1898年5月3日  | 1901年11月11日 |      |

### 支廳長、辨務署長

#### 三縣一廳時期
- 苗栗支廳長：橫堀三子
- 彰化支廳長：川田藤三郎
- 埔里社支廳長：檜山鐵三郎
- 雲林支廳長：宮川武行

#### 六縣三廳時期
- 臺中辨務署長：關口隆正
- 犁頭店辨務署長：關口隆正（兼任）
- 葫蘆墩辨務署長：關口友愛
- 牛馬頭辨務署長：和田純
- 大肚辨務署長：江川芳次郎
- 南投辨務署長：荒賀直順
- 彰化辨務署長：肥田野畏三郎
- 和美線辨務署長：肥田野畏三郎（兼任）
- 鹿港辨務署長：山口直三郎
- 二林辨務署長：松本富彌
- 北斗辨務署長：田中鍈太郎
- 社頭辨務署長：中西政人
- 員林辨務署長：旭谷巖
- 埔里社辨務署長：相浦丈一郎
- 集集辨務署長：岡田兼次郎

#### 三縣三廳時期
- 臺中辨務署長：關口隆正[25]（1898年6月25日~1901年）
- 彰化辨務署長：肥田野畏三郎[25][26]（1898年6月25日~1899年9月11日）、筧朴郎[27]（1899年9月28日~）、小柳重道[28]（兼任，1901年10月21日~）
- 南投辨務署長：矢野武平[25]（1898年6月25日~1901年）
- 北斗辨務署長：稻田綱吉[25]（1898年6月25日~）、宮本專一郎[26]（1899年2月28日~1899年9月11日）、小柳重道[26]（1899年9月12日~1901年）
- 斗六辨務署長：坂崎半也[25]（1898年6月25日~）、熊谷直亮[29]（1899年2月22日~）、山形脩人[30]（1900年4月27日~1901年）
- 北港辨務署長：和田純[25]（1898年6月25日~）、荒賀直順[31]（1898年8月4日~1901年）
- 苗栗辨務署長：家永泰吉郎[25]（1898年6月25日~1901年）
- 梧棲港辨務署長：關口友愛[25][26]（1898年6月25日~1899年9月11日，同日裁撤）
- 埔里社辨務署長：越智元雄[25][29]（1898年6月25日~1899年2月22日）、稻田綱吉[29][26]（1899年2月22日~1899年9月11日，同日裁撤）
- 鹿港辨務署長：矢矧昇二[25][26]（1898年6月25日~1899年9月11日，同日裁撤）
- 員林辨務署長：後和巽[25][26]（1898年6月25日~1899年9月11日，同日裁撤）
- 大甲辨務署長：熊谷直亮[25]（1898年6月25日~）、小柳重道[26]（1899年2月28日~1899年9月11日，同日裁撤）
- 牛罵頭辨務署長（1899年9月12日~同年10月26日）